# توماس اچ. استیکس
توماس اچ استیکس (انگلیسی: Thomas H. Stix؛ زاده ۱۲ ژوئیه ۱۹۲۴ درگذشته ۱۶ آوریل ۲۰۰۱) یک فیزیک‌دان اهل ایالات متحده آمریکا بود.